# Блюнчли, Иоанн Каспар
Иоанн Каспар Блю́нчли (нем. Johann Kaspar Bluntschli, 7 марта 1808 — 21 октября 1881) — швейцарский юрист, правовед, политик.

## Биография

### Учёба
Окончив курс в Цюрихском политическом институте, Блюнчли в 1817 г. занимался под руководством Савиньи в Берлинском университете, а потом под руководством Хассе и Нибура в Боннском, где (1829) получил степень доктора за диссертацию «Entwickelung der Erbfolge gegen den letzten Willen».

### Швейцария
Проведя следующую зиму в Париже и сблизившись с выдающимися французскими деятелями, Блюнчли посвящает затем целых 18 лет рядом с научными работами, доставившими ему скоро крупное имя в политической литературе, весьма усердной политической деятельности на своей родине. Получив в 1830 году место в канцелярии Цюрихского окружного суда, он выступил в качестве приват-доцента преподавателем римского права в Цюрихском политическом институте. В изданном им весьма скоро, в 1830 году, сочинении «Ueber die Verfassung des Staates Zürich» Блюнчли представил основы необходимых реформ, хотя и заявил себя противником радикализма, что особенно явствует из следовавшего за тем труда «Das Volk und der Souverän» (1831). При открытии в 1833 году Цюрихского университета Блюнчли был приглашен на кафедру публичного права. В капитальном своем сочинении «Staats— und Rechtsgeschichte der Stadt und Landschaft Zürich» (2 т., Цюрих, 1838—39, 2 изд. 1856) Блюнчли является приверженцем исторической школы.
Будучи с 1837 г. членом Большого совета, Блюнчли стоял во главе умеренных консерваторов, так называемой конституционной партии, но с 1844 г. перестал принимать деятельное участие в политической борьбе и предался исключительно своим любимым научным занятиям. К этому времени относятся его сочинения «Psychol. Studien ü ber Staat u. Kirche» (1844) и «Geschichte des Schweiz. Bundesrechts» (2 т., 1846—52, 2-е изд. 1875). Взволнованный неуспехами своей партии, Блюнчли написал анонимную брошюру «Stimme eines Schweizers für und über die Bundesreform» (Цюр., 1847) и скоро покинул отечество, приняв (1848) приглашение занять в Мюнхенском университете кафедру немецкого гражданского и общего государственного права.

### Мюнхен
Здесь особенно развернулся талант Блюнчли как профессора и плодовитого писателя по государствоведению. Он издает один за другим капитальнейшие труды: «Allgemeines Staatsrecht» (2 т., Мюнх., 1852, 5 изд. 1875—1876; русск. пер. под ред. пр. Ф. Дмитриева, М., 1865—1866); «Deutsches Pr i vatrecht» (M., 1853, 3-е изд. 1864); «Privatrechtliches Gesetzbuch für den Kanton Zürich mit Erläuterungen» (4 т., Цюр., 1854—1856). Вместе с Арндтом и Пеплем он основал журн. «Kritische Ueberschau für Gesetzgebung a. Rechtswissenschaft», вых. с 1853—1859.
Имя его получило широкую популярность в Германии, и особенно он был почтен либеральною партиею: в 1861 г. на съезде юристов в Дрездене он был избран председателем, и в том же году ему предложена была в Гейдельбергском университете кафедра государствоведения и науки полиции, которую занимал до тех пор знаменитый Моль. Здесь он принял деятельное участие в политических делах, был основателем союза протестантов (Protestantverein), постоянным председателем их съездов, равно как и баденского генерального синода (1867), а в качестве члена баденской первой палаты был инициатором её реорганизации. Литературная же его деятельность не ослабевала: кроме множества отдельных работ (собрание их издано в 2-х т., 1875—1876) и кроме деятельного участия в издававшемся Братером «Deutsches Staatswörterbuch» (11 томов, Штутг., 1857—1870), он написал учебник международного права «Das moderne Völkerrecht» (1868, 3-е изд. 1878, русский пер. под ред. гр. Комаровского, М. 1876) и «Politik als Wissenschaft» (Штутг., 1875). На русский язык были переведены его «Антропологические очерки» (СПб., 1867) и «История общего государственного строя и политики с XVII в. до настоящего времени» (СПб., 1874). Его идеи по международному праву сделались авторитетными. Предложение его создать периодические съезды учёных представителей международного права для постепенного проведения убеждения о возможности заменить в международных отношениях кулачное право войны международным трибуналом было приветствовано как учёными всех стран, так и друзьями мира, и по его предложению создался т. н. Институт международного права, впервые собравшийся под его председательством в Генте в 1873 году.
Иоанн Каспар Блюнчли умер 21 октября 1881 года в Карлсруэ.
Его труд «Geschichte der Republik Zürich» был дописан Иоганном Якобом Хоттингером.
Сын Иоанна Каспара Блюнчли — архитектор Альфред Фридрих Блюнчли (1842—1930).